# Rayane Bouhanni
Rayane Bouhanni, nacido el 24 de febrero de 1996 en Épinal, es un ciclista profesional francés. Su hermano, Nacer Bouhanni, es también ciclista profesional.

## Palmarés
- Aun no ha conseguido ninguna victoria como profesional